# Ankh (jeu vidéo)
Pour les articles homonymes, voir Ankh.
Ankh est un jeu vidéo d'aventure en point & click développé par Deck 13 Interactive et édité par Micro Application en 2006 sur Windows.
Il s'agit d'un remake d'Ankh: The Tales of Mystery développé par Artex Software sur Acorn Archimedes en 1998.
Le jeu connaît plusieurs suites : Ankh 2 : Le Cœur d'Osiris et Ankh : Le Tournoi des Dieux ainsi qu'un jeu d'objets cachés, Ankh : Les Trésors perdus.
Il a été porté sur Nintendo DS en 2008 sous le titre Ankh : La Malédiction du Roi Scarabée.

## Synopsis
Le jeu se déroule dans l'Égypte antique et propose d'incarner Assil, le fils d'un architecte respecté au Caire. Le jeune homme est victime d’une malédiction lancée par la momie du Roi Scarabée, après avoir sans le vouloir brisé des urnes sacrées dans la tombe de cette dernière.  La seule solution pour Assil est de demander de l’aide au Pharaon pour espérer se libérer au plus vite de sa malédiction, qui pourrait l’envoyer en très peu de temps au Royaume des Morts, aux côtés du Dieu Osiris qui y règne en maître...